# Ronde van Zeeland Seaports 2013
Il Ronde van Zeeland Seaports 2013, sesta edizione della corsa, valido come evento dell'UCI Europe Tour 2013 categoria 1.1, si svolse il 2 giugno 2013 su un percorso di 197,2 km con partenza ed arrivo a Terneuzen. Fu vinto dal tedesco André Greipel, in 4h 39' 11" alla media di 42,38 km/h.
Furono 92 i ciclisti che completarono la gara.

## Squadre e corridori partecipanti
| N.    | Cod. | Squadra                     |
| ----- | ---- | --------------------------- |
| 1-8   | LTB  | Lotto-Belisol Team          |
| 11-18 | BLA  | Blanco Pro Cycling Team     |
| 21-28 | ARG  | Team Argos-Shimano          |
| 31-38 | VCD  | Vacansoleil-DCM             |
| 41-48 | AJW  | Accent Jobs-Wanty           |
| 51-58 | CRE  | Crelan-Euphony              |
| 61-68 | TSV  | Topsport Vlaanderen-Baloise |
| 71-78 | TNE  | Team NetApp-Endura          |
| 81-88 | MTN  | MTN-Qhubeka                 |

| N.      | Cod. | Squadra                     |
| ------- | ---- | --------------------------- |
| 91-98   | DOL  | Doltcini-Flanders           |
| 101-108 | MMM  | Team 3M                     |
| 111-118 | RLM  | Roubaix-Lille Metropole     |
| 121-128 | RIJ  | Cyclingteam De Rijke-Shanks |
| 131-138 | CJP  | Cyclingteam Jo Piels        |
| 141-148 | KOG  | Koga Cycling Team           |
| 151-158 | MET  | Metec-TKH Continental       |
| 161-168 | RB3  | Rabobank Development Team   |

## Ordine d'arrivo (Top 10)
| Pos. | Corridore           | Squadra     | Tempo    |
| ---- | ------------------- | ----------- | -------- |
| 1    | André Greipel       | Lotto       | 4h39'11" |
| 2    | Ramon Sinkeldam     | Argos       | s.t.     |
| 3    | Kenny van Hummel    | Vacansoleil | s.t.     |
| 4    | Michael Van Staeyen | Topsport    | s.t.     |
| 5    | Jempy Drucker       | AccentJobs  | s.t.     |
| 6    | Maxime Le Montagner | Roubaix     | s.t.     |
| 7    | Kristian Sbaragli   | MTN         | s.t.     |
| 8    | Stefan van Dijk     | AccentJobs  | s.t.     |
| 9    | Theo Bos            | Blanco      | s.t.     |
| 10   | Nick van der Lijke  | Rabo Dev.   | s.t.     |